# Bartolomeo Ricci
Bartolomeo Ricci est un latiniste italien, né en 1490 à Lugo, en Romagne - mort en 1569 à Ferrare.

## Biographie
Né à Lugo, dans la Romagne, en 1490, il étudia successivement à Ferrare, à Bologne, à Padoue et à Venise. Chargé dans cette dernière ville de l’éducation d’Alvise Corner, qui devint cardinal dans la suite, il y écrivit plusieurs ouvrages ; mais il eut la douleur de les voir périr dans un incendie qui dévora le palais qu’il habitait. L’éducation de son noble élève finie, il accepta une chaire dans une petite ville, puis retourna dans sa patrie, s’y maria en 1534 et y professa publiquement. Mais, étant mal payé, il quitta Lugo pour Ravenne, où il fut encore moins heureux, car il y contracta une maladie qui le conduisit au bord du tombeau. A peine fut-il convalescent qu’il mit en mouvement tous ses amis afin d’entrer au service de la Maison d'Este. Ses démarches furent couronnées d’un plein succès, et en 1539, le duc de Ferrare, Hercule II, lui confia l’éducation de ses deux fils, Alphonse et Louis. Ricci sut gagner l’estime de ses élèves, qui lui donnèrent plus tard de précieux témoignages de reconnaissance. L’aîné, devenu duc de Ferrare sous le nom d’Alphonse II, lui accorda le 15 juillet 1561 des lettres de noblesse, avec le titre de seigneur de la Vendina, terre située près de Lugo. Ricci aurait pu jouir en paix de sa position, s’il n’avait porté à l’excès la susceptibilité littéraire et s’il n’eût pas été d’une humeur querelleuse. Bouffi d’orgueil et affichant la haute opinion qu’il avait de lui-même, il ne pouvait manquer de se faire beaucoup d’ennemis. L’un d’eux alla jusqu’à attenter à sa vie ; mais il prévint à temps l’effet du poison et en fut quitte pour quelques jours de souffrance. Parmi les écrivains avec lesquels il entretint une polémique pleine d’aigreur, nous citerons Alciati, et surtout Gaspare Sardi, dont il attaqua non-seulement les ouvrages, mais encore la personne. Ricci mourut en 1569.

## Œuvres
Outre pièces de vers disséminées dans différents recueils, il avait publié :
- Apparatus latinæ locutionis, Venise, 1533. C’est un lexique latin divisé en deux parties. La première traite des verbes rangés par ordre alphabétique et la seconde des substantifs.
- Un opuscule intitulé De Consilio principis ;
- Oratio funebris pro Ferrino, imprimé à Ferrare ;
- De Imitatione libri tres (Venise, Alde Manuce, 1541 et 1645, in-8°). Cet ouvrage, plusieurs fois réimprimé, a été loué par Bembo dans une de ses lettres. On y trouve des réflexions justes, des préceptes sensés, mais la critique en est souvent outrée. C’est ainsi que, suivant Ricci, toutes les poésies d’Ovide seraient dignes du feu comme triviales ou immorales.
- Epistolarum familiarium libri octo, Bologne, 1560, in-8° ;
- Une comédie intitulée les Nourrices (le Balie), qui, selon Quadrio, est une des meilleures qui aient été faites en Italie au 16e siècle. Ricci est encore auteur de quelques autres écrits, ainsi que le prouve une de ses lettres à J.-B. Sarraco, qui donne la mesure de sa modestie, et d’après laquelle, si l’on en croit son propre témoignage, il n’y aurait pas un seul de ses opuscules qui ne fut un chef-d’œuvre, et il ne resterait plus qu’à lui décerner le surnom de Chrysostome. Le fait est que, si son style ne manque pas parfois d’une certaine élégance, il est aussi et bien plus souvent inégal, dur et tourmenté. Tous ses ouvrages ont été réunis, moins la comédie, et publiés en trois volumes, à Padoue, en 1748, avec une notice sur sa vie.